# Solidaritet (fackförening)

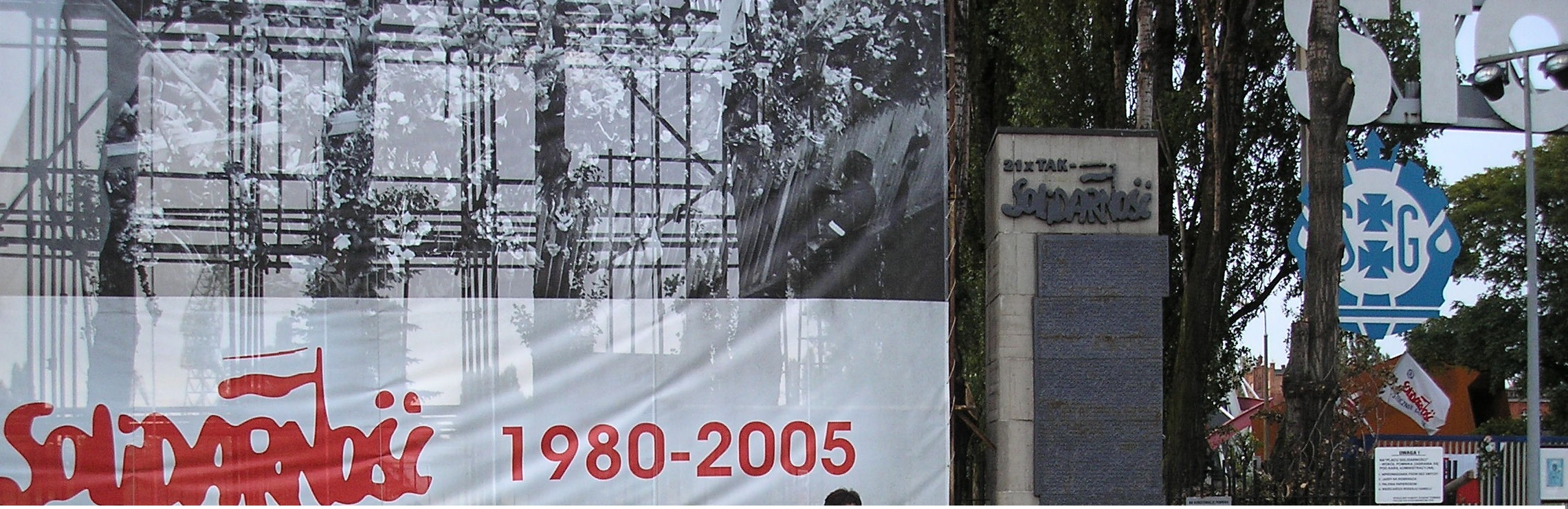
Gdańsk under 25-årsjubileet av storstrejken 1980

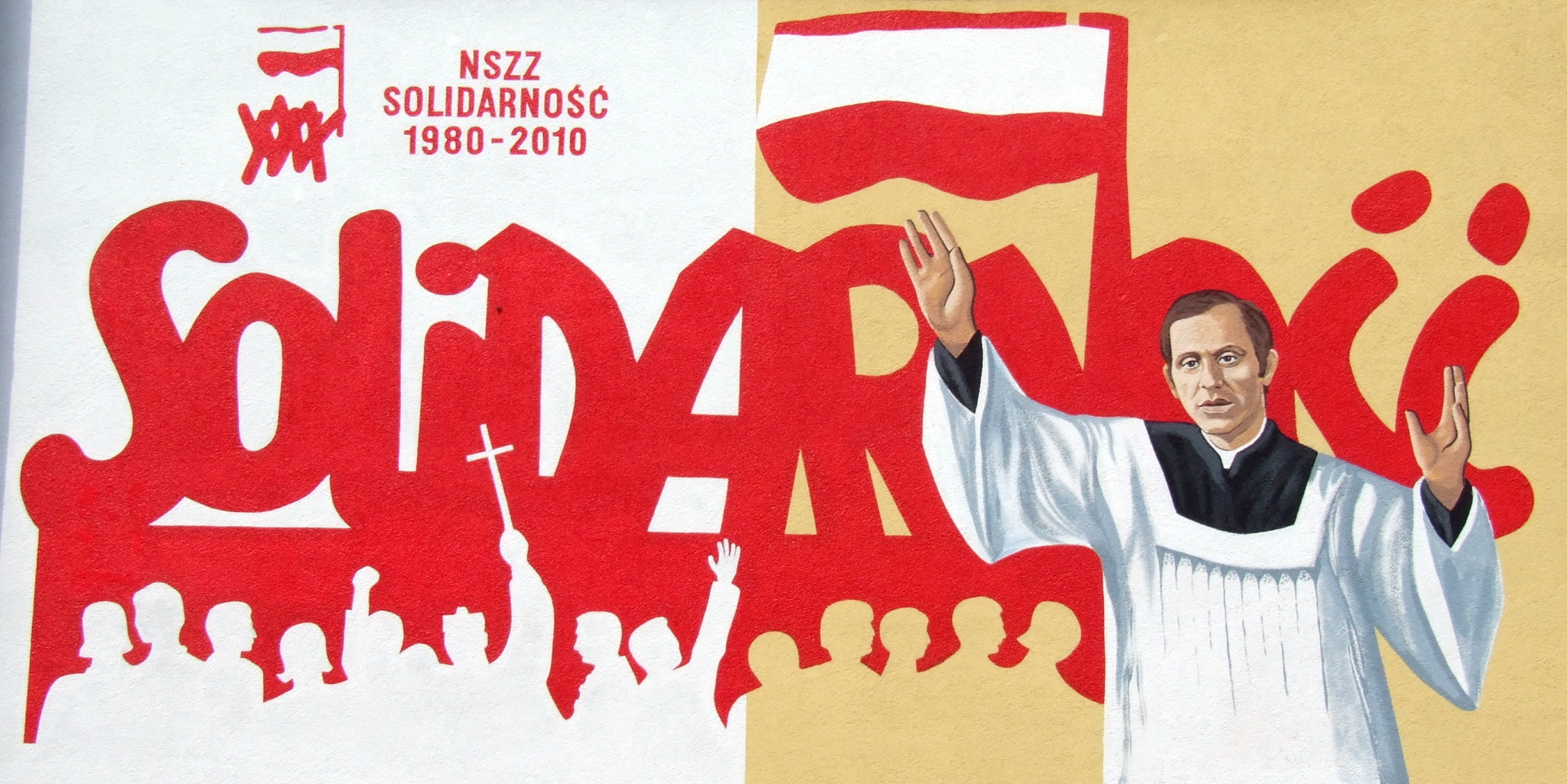
Solidaritet märke med Jerzy Popiełuszko i Ostrowiec Świętokrzyski

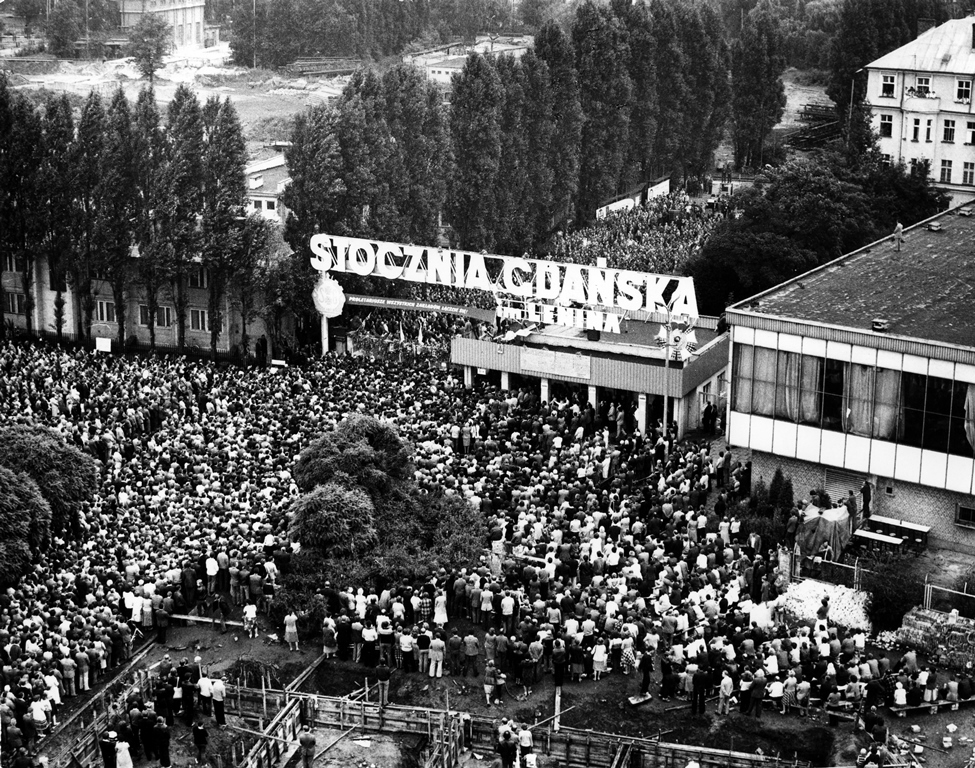

Solidaritet (på polska: Solidarność (fil) [sɔliˈdarnɔɕtɕ]; fullständigt namn: Oavhängiga självförvaltande fackföreningen ”Solidaritet” – Niezależny Samorządny Związek Zawodowy ”Solidarność” [niɛzalɛʐnɨ samɔʐdɔ̃nɨ zviɔ̃zɛk zawɔdɔvɨ sɔlidarnɔɕt͡ɕ]) är en polsk fackförening som startades i augusti 1980 av bland andra Lech Wałęsa. Rörelsens omfattning och idéspridning inom det forna Östblocket förvandlades till en massiv folklig motståndsrörelse mot kommunistregimerna och är en av huvudorsakerna till de realsocialistiska diktaturernas fall i Östeuropa
För övrig solidaritetsrörelse, se artikel solidaritetsrörelser.

## Historia

### Början
En landsomfattande strejk utbröt i Polen 1980.  Strejken spred sig spontant och blixtsnabbt mellan företag, fabriker och institutioner och ganska snabbt blev Leninvarvet i staden Gdańsk – en av Polens då största arbetsplatser – centrum och språkrör för rörelsen. Arbetarna låste in sig på varvet och krävde att få förhandla direkt med regeringen inför direktsänd television för att minska regimens möjligheter att manipulera deras krav. Till strejkledare utsågs Lech Wałęsa som tio år senare blev Polens första folkvalda president.
De strejkande krävde bland annat högre lön, bättre pensioner, kortare arbetstider och de krävde dessutom att få rätt att bilda fackföreningar, rätt att gå ut i laglig strejk, att censuren skulle avskaffas och att politiska fångar skulle släppas. På grund av det massiva folkliga stödet och solidariteten mellan medlemmarna i Solidaritet gav regeringen vid förhandlingarna efter, och de flesta av kraven godtogs. I och med att oberoende fackföreningar blev tillåtna kunde Solidaritet bildas officiellt 22 september 1980. Antalet medlemmar i Solidaritet nådde en topp på 10 miljoner i september 1981, (680 000 år 2010).

### Statsmakten slår tillbaka
Den 13 december 1981 genomförde den polska regimen en ganska oblodig statskupp efter tryck från Sovjetunionen (se Brezjnevdoktrinen) som oroades av att den polska ”frihetsbacillen” skulle spridas inom det av Sovjetunionen dominerade Östblocket. Solidaritet förbjöds. Tiotusentals Solidaritetsmedlemmar internerades och fängslades, bland andra Lech Wałęsa. Till yttermera visso återinfördes restriktioner och censur.

### Fortsatt kamp och seger
Solidaritetsrörelsen fortsatte dock att verka genom passivt motstånd, masknings- och bojkottaktioner, demonstrationer samt underjordisk press och informationsspridning. Man hade också ett betydande ekonomiskt stöd från Romersk-katolska kyrkan och Central Intelligence Agency. De ekonomiska följderna för regimen tvingades den 1988 att legalisera Solidaritet och återuppta en dialog med rörelsen. Resultatet blev i juni 1989 de första fria valen i Östblocket. Solidaritet fick 92 av de 100 platserna i senaten och 161 av de 162 platserna i sejmen.

## Solidaritet som politiskt parti
En partipolitisk gren av rörelsen bildades 1996 under namnet Ruch Społeczny Akcja Wyborcza Solidarność (RS AWS). Året därpå anslöt sig RS AWS till valkartellen Solidaritets valallians som vann det polska parlamentsvalet 1997.
Regeringen genomgick dock svåra slitningar under mandatperioden. 2001 hade antalet partier i valalliansen minskat från över trettio till tre och man bildade en minoritetsregering under ledning av Jerzy Buzek. RS AWS bytte namn till bara RS. Efter att i valet samma år misslyckats med att återväljas till parlamentet så upplöstes valkartellen.